# Danièle Telinge
Danièle Telinge, née le 12 novembre 1936 à Nice, est une skieuse alpine française.

## Arlberg-Kandahar
- Vainqueur des descentes 1957 à Chamonix et 1958 à Sankt Anton

## Championnats de France
Elle a été 6 fois Championne de France dont : 
- 3 fois Championne de France de Descente en 1957, 1958 et 1959
- Championne de France de Slalom Géant en 1958
- 2 fois Championne de France de Combiné en 1957 et 1958

Elle est l'une des rares championnes à avoir gagné dans toutes les disciplines, qui étaient au nombre de 4 à son époque.

## Décoration
- Chevalier de l'ordre du Mérite sportif‎ à titre exceptionnel (1959)[1]